# Antonin (Szaniec)
Antonin – część wsi Szaniec w Polsce, położona w województwie świętokrzyskim, w powiecie buskim, w gminie Busko-Zdrój.
W latach 1975–1998 Antonin administracyjnie należał do województwa kieleckiego.